# Rhinanthus cretaceus
Rhinanthus cretaceus är en snyltrotsväxtart som beskrevs av Vass.. Rhinanthus cretaceus ingår i släktet skallror, och familjen snyltrotsväxter. Inga underarter finns listade i Catalogue of Life.